# Saab 600
La Saab 600 était une Lancia Delta rebadgée vendue par Saab après un accord avec Lancia.
Le premier accord de coopération remonte à 1978 avec la division automobile du groupe Fiat qui comprend Lancia. L'opération prend un caractère opérationnel en 1985 avec la simple commercialisation du modèle Lancia Delta, lancé en 1979. Le partenariat sera complété par l'utilisation par Saab de la plateforme « Tipo 4 », qui aboutira aux modèles Saab 9000, Lancia Thema, Fiat Croma et Alfa Romeo 164.
La Saab 600 est le simple rebadgeage de la Lancia Delta parce que Saab n'avait pas les fonds nécessaires pour soutenir les coûts de conception et de production de tout nouveau modèle et avait l'impérieux besoin de compléter sa gamme qui ne comprenait qu'un modèle unique.
Au début, la Saab 600 a été vendue avec les niveaux de finition GLS et GLE. Ensuite, la faible quantité de ventes due à un niveau de prix élevé, le modèle d'entrée de gamme GLE a été abandonné. La gamme était réduite à la seule motorisation Lancia de 1,5 litre développant 85 chevaux avec une boîte manuelle à 5 vitesses.
La Saab-Lancia 600 a été dessinée par Giorgetto Giugiaro et, comme tous les autres modèles de la gamme Lancia, était une traction avant et disposait d'un hayon. La Lancia Delta fut désignée "voiture européenne de l'année" en 1980.
La Saab-Lancia 600 a été vendue uniquement en Suède et en Norvège par le réseau Saab.